# فرايدهيم (ميزوري)
فرايدهيم (بالإنجليزية: Friedheim)‏ هي إحدى المجتمعات الفردية (غير مصنفة) في ولاية ميزوري في الولايات المتحدة الأمريكية.